# Калькулятор
Калькулятор (лат. Calculator):

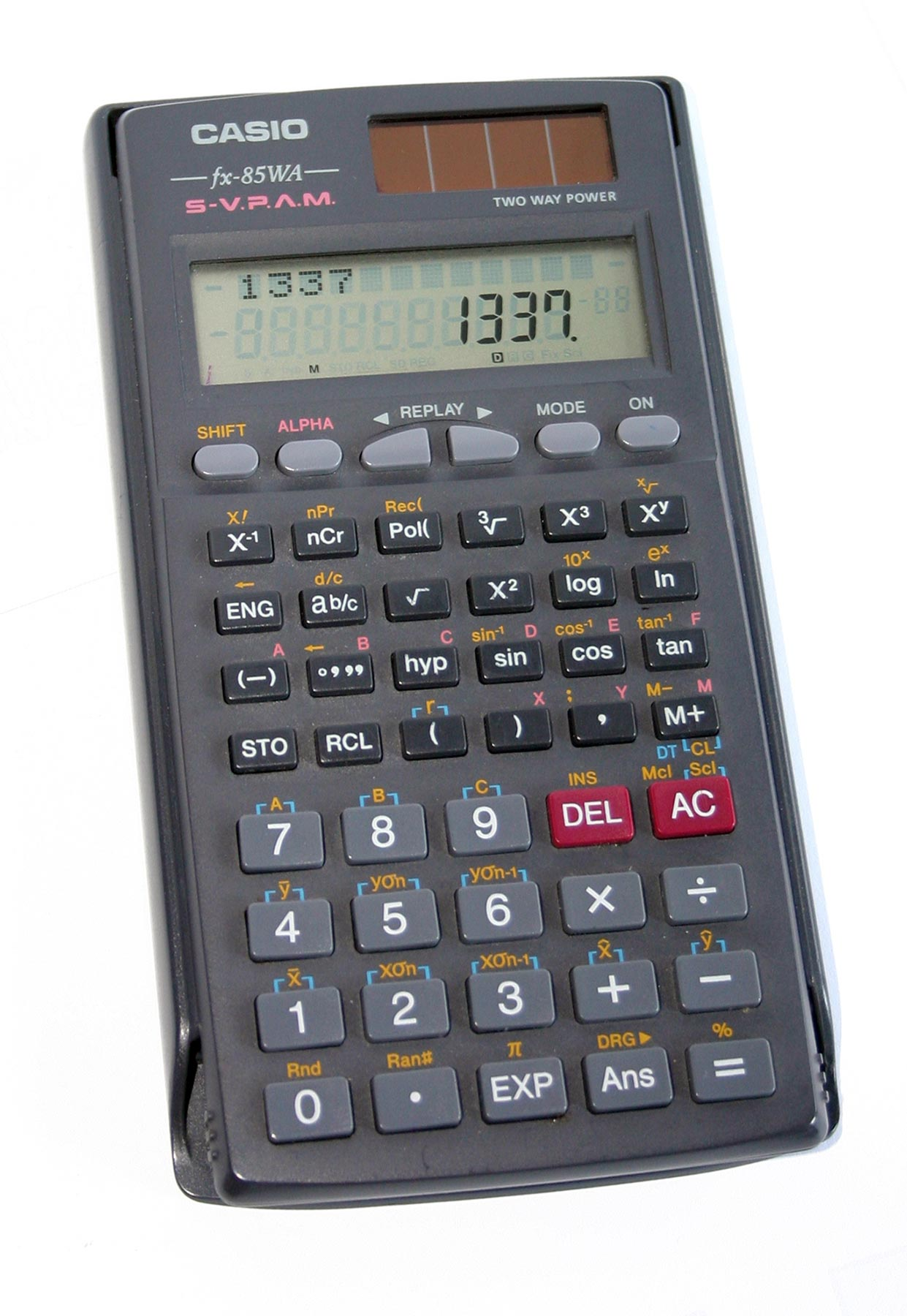
Сучасний інженерний калькулятор

1. Електронно-обчислювальний пристрій для виконання операцій над числами або алгебраїчними формулами;
2. Комп'ютерна програма, яка емулює функції калькулятора.
3. Спеціалізована програма, яка автоматично проводить деякий вид розрахунків
4. Застаріла професія (людина, що здійснювала калькуляцію).

В СРСР для позначення малогабаритного обчислювального пристрою використовувався термін «мікрокалькулятор», вперше застосований у 1973 році для мікрокалькулятора «Електроніка Б3-04». Просто «калькуляторами» називали великі за розміром настільні обчислювальні пристрої. І настільні, і мікрокалькулятори офіційно називалися електронними клавішними обчислювальними машинами (рос. «ЭКВМ — электронные клавишные вычислительные машины»).
Сьогодні, у зв'язку з тим, що в англійській мові використовується тільки термін «калькулятор» (англ. Calculator), термін «мікрокалькулятор» поступово виходить з обігу.
Сучасні калькулятори є електронними пристроями. У минулому для математичних обчислень використовувалися абак, рахівниця, математичні таблиці (особливо таблиці логарифмів), логарифмічні лінійки і механічні або електромеханічні арифмометри.
Популярними сьогодні є калькулятори, вбудовані в персональні комп'ютери, стільникові телефони, КПК і навіть наручний годинник.

## Етимологія
Латинське слово calculator («лічильник; той, що рахує») походить від дієслова calculo («рахую, підраховую»), який, своєю чергою, походить від слова calculus — «камінчик» (камінці використовувалися для рахунку); calculus є зменшувальне від calx — «вапно».

## Типи калькуляторів

### Калькулятор— універсальний обчислювальний пристрій
- Найпростіші калькулятори мають невеликі розміри й вагу, один регістр пам'яті і невелике число функцій, живляться від мініатюрної сонячної панелі або від батарейки. Призначені для широкого кола споживачів.
- Бухгалтерські калькулятори мають додаткові засоби для роботи з грошовими сумами (кнопки «00» і «000», фіксована кількість розрядів дробової частини, автоматичне округлення). Як правило, мають настільні габарити. Призначені для всіх, хто змушений рахувати гроші: бухгалтерів, касирів і т. д.
- Інженерні (англ. Scientific): призначені для складних наукових та інженерних розрахунків. Мають велику кількість функцій, включаючи обчислення всіх елементарних функцій, статистичні розрахунки, задання кутів у градусах, мінутах і секундах. Для складних обчислень застосовуються дужки або зворотний польський запис.
- Візуальні калькулятори дозволяють вводити довгий вираз і редагувати його. При натисканні кнопки «=» відбувається обчислення значення цього виразу. Такі калькулятори дорогі і трохи незручні для простих розрахунків, проте зручні, коли потрібно провести велику кількість однотипних розрахунків з різними аргументами.
- Програмовані калькулятори мають можливість вводити і виконувати програми користувача. Мають велику кількість регістрів пам'яті (10 і більше). По функціональності наближаються до найпростіших комп'ютерів. Залежно від моделі програмовані калькулятори мають кілька типів вбудованих мов програмування: найпростіша (запам'ятовує тільки натискання клавіш без виведення на екран); така, що відображає коди команд (зазвичай використовуючи зворотний польський запис), BASIC або власна мова програмування, наближена до BASIC.
- Графічні калькулятори мають графічний екран, що дозволяє будувати графіки функцій або навіть виводити на екран довільні малюнки.

## Історія

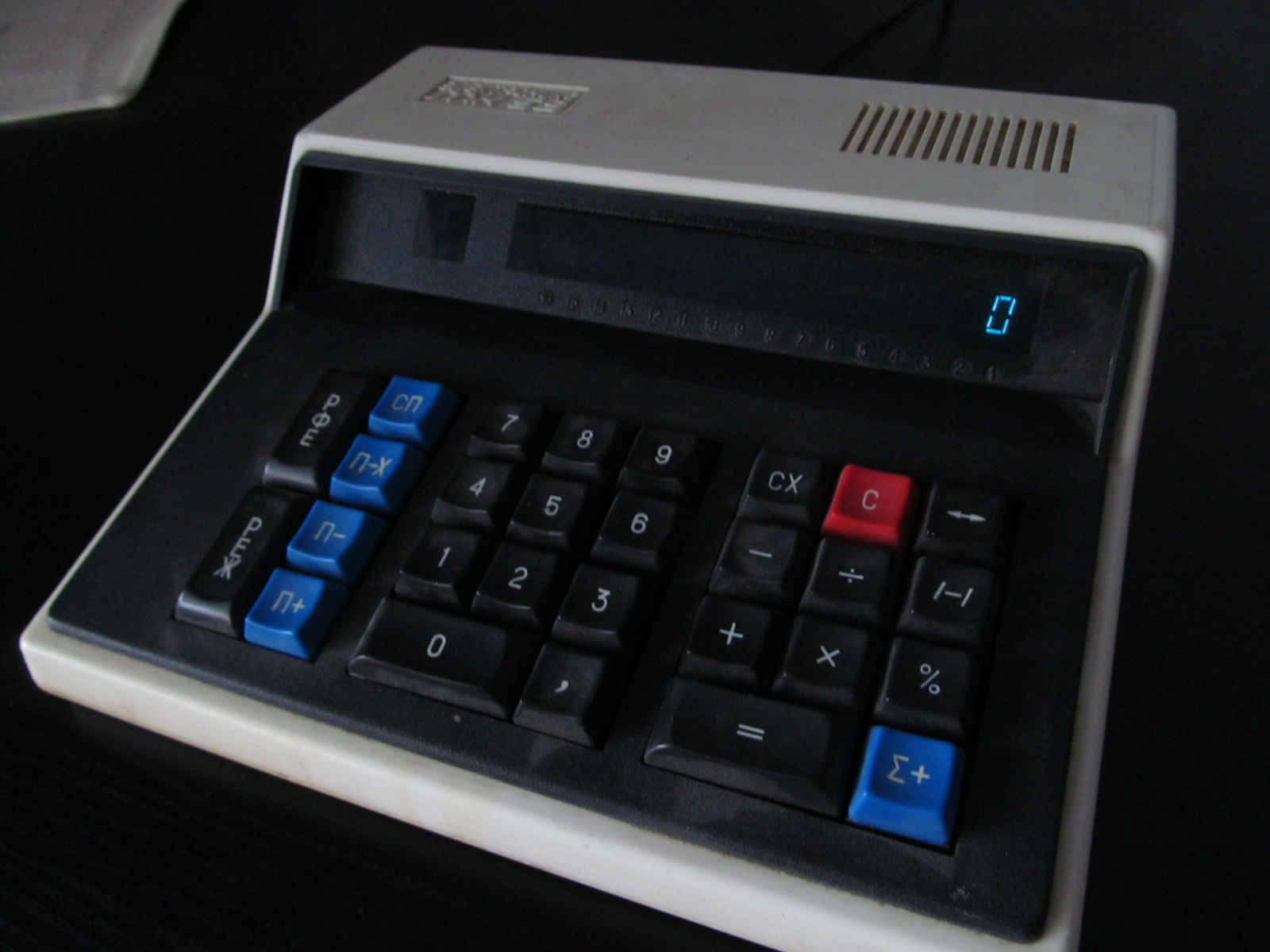
Електроніка МК-59, радянський настільний калькулятор 1980-х років, що вироблявся в Івано-Франківську.

- 1954: компанія IBM продемонструвала перший повністю транзисторний калькулятор.
- 1957: IBM почала випуск перших комерційних калькуляторів на транзисторах (IBM 608).
- 1963: розпочато випуск першого масового калькулятора — ANITA MK VIII (Англія, на газорозрядних лампах, повна клавіатура для введення числа + десять клавіш для введення множника).
- 1964: розпочато випуск першого масового повністю транзисторного калькулятора — FRIDEN 130 (США, 4 регістри, використовувався польський інверсний запис). Розпочато випуск першого серійного вітчизняного калькулятора «Вега».
- 1965: компанія Wang Laboratories випустила калькулятор Wang LOCI-2, який міг обчислювати логарифми.
- 1969: випущено перший настільний програмований калькулятор — HP 9100A (США, транзисторний, використовувалася зворотна польська нотація).
- 1970: почався продаж калькуляторів, які можна тримати в руці (фірми Sharp і Canon, вага калькуляторів близько 800 г). Перший вітчизняний калькулятор, виконаний з використанням інтегральних мікросхем — Іскра-110.
- 1971: з'явився перший кишеньковий калькулятор — модель 901B фірми Bomwar розміром 131 × 77 × 37 мм, з 4 операціями та 8-розрядним «червоним» індикатором (на світлодіодах); ціна $ 240.
- 1972: з'явився перший інженерний калькулятор — HP-35 фірми Hewlett-Packard.
- 1974: перший радянський мікрокалькулятор — «Електроніка Б3-04» (вперше використаний термін «мікрокалькулятор»).
- 1975: з'явився калькулятор HP-25C, у якому програми й дані не зникали при вимиканні живлення.
- 1977: розроблений перший радянський кишеньковий програмований мікрокалькулятор «Електроніка Б3-21».
- 1979: компанія Hewlett Packard випустила перший калькулятор з алфавітно-цифровим індикатором — HP-41C. Він був програмованим, з можливістю підключення додаткових модулів — RAM, ROM, пристрою читання штрих-кодів, касети з магнітною стрічкою, флоппі-дисків, принтерів, роз'ємів RS-232, HP-IL, HP-IB.
- 1980: з'явився Б3-34.
- 1985: з'явилися МК-61 і МК-52.
- 1985: з'явився перший програмований калькулятор з графічним дисплеєм Casio FX-7000G.
- 2007: з'явився останній (на сьогодні) російський калькулятор МК-152.

## Калькулятори з відкритим апаратним забезпеченням
Окрім калькуляторів виготовлених комерційними компаніями, створено кілька калькуляторів із відкритим апаратним забезпеченням.